# 반 므앙
반 므앙(태국어: บานเมือง, [bāːn mɯ̄a̯ŋ], 영어: Ban Mueang)은 태국의 고대 왕국 수코타이의 왕이었다. 그는 프라 루앙 가문 출신이다.

## 이름
| 약어 | 사용처             |
| ---- | ------------------ |
| BE   | 불교시대(불멸기원) |
| CE   | 서력 기원          |

반 므앙(태국어: บานเมือง)이라는 이름은 "나라를 기쁘게 하는 사람"을 의미한다.
태국어에서는 보통 이름이 "บาลเมือง"로 잘못 표기되는데, 같은 발음이며 잘못 표기된 이름의 뜻은 "나라를 지키는 사람"이라는 뜻이다.
그는 1935년(1392/93 CE)에 창안된 푸쿤치트 쵸트 구독(Pu Khun Chit Khun Chot Inscription)(가입 번호 45)에서 '반(บาน)'으로 지칭된다.

## 생애
그는 수코타이 왕 시 인터라티와 그의 아내 수앙(Sueang)의 차남이었다. 알 수 없는 해에 아버지의 뒤를 이어 수코타이 왕위에 올랐으며, 1822년(1279년/80CE) 전후에 일어난 그의 사망까지 군림했다.
1835 BE(1292/93 CE)에 창간된 것으로 알려진 람 캄행 구독(가입 번호 1번)에는 동생 람캄행(Ram Khamhang)의 자서전이 수록되어 있다. 내용은 다음과 같다.

반 므앙 동생 람캄행의 자서전 중
 나의 아버지는 시 인터라티라고 불렸다. 나의 어머니는 수앙(Sueang)부인이라고 이름지어졌다. 형은 반 무앙이라고 한다. 우리 다섯 사람은 같은 자궁에서 태어났다. 세 명의 남자아이와 두 명의 여자아이였다. 큰오빠는 내가 아직 어렸을 때 돌아가셨다... 아버지 생전에 아버지의 아버지와 어머니를 섬겼다. 사냥감을 찾거나 생선을 잡으면 아버지에게 갖다 드렸다. 맛있고 먹기 좋은 달콤한 과일을 산에서 고를 때 아버지에게 가져다 드렸다. 코끼리를 사냥하러 갔을 때, 그것들을 올가미이나 울타리로 몰아서 몇 마리를 잡았을 때, 나는 코끼리들을 아버지에게 데려왔다. 마을이나 마을을 급습해 코끼리나 남녀, 은이나 금을 잡아오면 아버지에게 넘겨주었다. 아버지가 돌아가셨을 때 형은 아직 살아 있었다. 나는 아버지를 섬겼듯이 그를 변함없이 섬겼다. 형님이 돌아가셨을 때, 나는 온 나라를 나 혼자 얻었다.
영어: My father was named Si Inthrathit. My mother was named Lady Sueang. My elder brother was named Ban Mueang. There were five of us born from the same womb: three boys and two girls. My eldest brother died when he was still a child... In my father's lifetime, I served my father and I served my mother. When I caught any game or fish, I brought them to my father. When I picked any acid or sweet fruits that were delicious and good to eat, I brought them to my father. When I went hunting elephants and caught some, either by lasso or by driving them into a corral, I brought them to my father. When I raided a town or village and captured elephants, men and women, silver or gold, I turned them over to my father. When my father died, my elder brother was still alive. I served him steadfastly as I had served my father. When my elder brother died, I got the whole kingdom for myself.)

 반 므앙은 프라루앙 가의 혈통을 설명하는 푸쿤 치트 쵸트 구독(Pu Khun Chit Khun Chot Inscription)에도 언급되어 있다.

반무앙은 두 비문에 명시 된것과 같이, 그가 죽자 동생 람 캄행(Ram Khamhang)이 뒤를 이었다.
역사 문서인 지나칼라마알리(Jinakalamali는 반 무앙이 후에 수코타이 왕이 된 응아 남섬(Ngua Nam Thum)이라는 아들을 낳았다고 말하고 있다.
반 무앙의 증손자는 아기의 이름을 조상의 이름을 따서 지은 고대 관습에 따라 반 무앙의 이름을 따서 지어졌다. 증손자는 마하담마라차 4세로 수코타이 왕위에 올랐다.

## 서지학
- [[쭐라롱꼰 대학교|쭐라롱꼰 대학교]] (1984). “Silacharuek Phokhun Ram Khamhaeng Dan Thi Nueng” ศิลาจารึกพ่อขุนรามคำแหง ด้านที่ ๑ [King Ram Khamhaeng's Inscription, Face 1]. 방콕: 람캄행 대학교. 2016년 3월 5일에 원본 문서에서 보존된 문서. 2015년 9월 3일에 확인함. |author-last1= 값 확인 필요 (도움말)
- Na Nakhon, Prasoet (2006). 《Prawattisat Bettalet》 ประวัติศาสตร์เบ็ดเตล็ด [Historical Miscellanea] (태국어). 방콕: Matichon. ISBN 9743236007.
- Princess Maha Chakri Sirindhorn Foundation (2011). 《Namanukrom Phramahakasat Thai》 นามานุกรมพระมหากษัตริย์ไทย [Directory of Thai Kings] (태국어). 방콕: Princess Maha Chakri Sirindhorn Foundation. ISBN 9786167308258.
- SAC (2006). “Charuek Phokhun Ram Khamhaeng” จารึกพ่อขุนรามคำแหง [King Ram Khamhaeng's Inscription]. 《Thai Inscriptions Database》 (태국어). 방콕: SAC. 2015년 9월 24일에 원본 문서에서 보존된 문서. 2015년 9월 3일에 확인함.
- SAC (2006). “Charuek Pu Khun Chit Khun Chot” จารึกปู่ขุนจิดขุนจอด [Pu Khun Chit Khun Chot Inscription]. 《Thai Inscriptions Database》 (태국어). 방콕: SAC. 2015년 9월 24일에 원본 문서에서 보존된 문서. 2015년 9월 3일에 확인함.
- Mahāwitthayālai Sukhōthaithammāthirāt; Khrōngkān Sūn Sukhōthaisưksā. (1996). 《Sārānukrom Sukhōthaisưksā》 สารานุกรมสุโขทัยศึกษา (เล่ม ๒ ฝ–ฮ) [Sukhothai Studies Encyclopedia (Volume 2: Letters Fo–Ho)] (태국어). 방콕: Sukhothai Thammathirat Open University. ISBN 9789746149372.
- Wongthes, Sujit (1983). 《Sukhothai Mai Chai Ratchathani Haeng Raek Khong Thai》 สุโขทัยไม่ใช่ราชธานีแห่งแรกของไทย [Sukhothai is not the first Thai kingdom] (태국어). 방콕: Matichon. ISBN 9748350363.

| 전임 시 인터라티 | 제2대 태국의 군주 ? - 약 1822 BE | 후임 람캄행 |